# Eupithecia
Eupithecia es un género muy numeroso de polillas de la familia Geometridae de distribución mundial. Hay más de 1400 especies y se describen especies nuevas continuamente; la identificación de muchas especies es difícil.
Eupithecia son generalmente pequeñas de colores poco llamativos. Se las identifica por sus alas estrechas que mantienen en un ángulo de 90° con respecto al cuerpo cuando están en reposo. Las alas posteriores son muy cortas y permanecen escondidas.
Las larvas de muchas especies se alimentan de flores o semillas, a diferencia de la mayoría de los lepidópteros que comen follaje. Muchas especies se especializan en un número limitado de especies de plantas, especialmente de la familia Asteraceae.
Unas pocas especies hawaianas son depredadoras de otros insectos (E. orichloris, E. staurophragma, E. scoriodes), lo cual es muy desusado para lepidópteros. Imitan ramitas y tienen pelos sensitivos en el dorso. Cuando un insecto los toca, responden automáticamente y lo atrapan. El comportamiento de defensa de rápido movimiento debe haber sido una preadaptación, que luego fue modificada para convertirse en un proceso depredador.

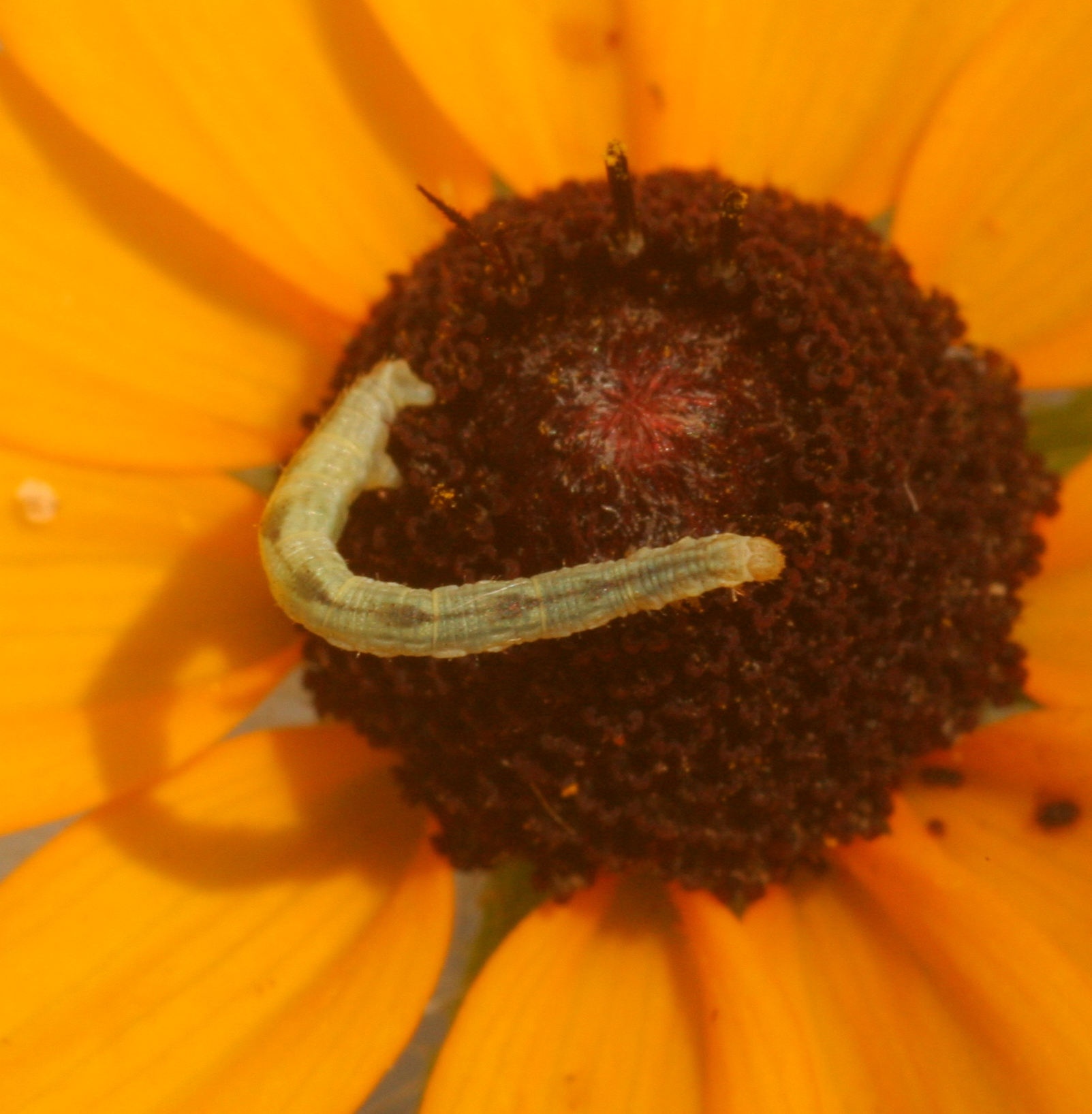
Eupithecia miserulata, alimentándose de Rudbeckia serotina

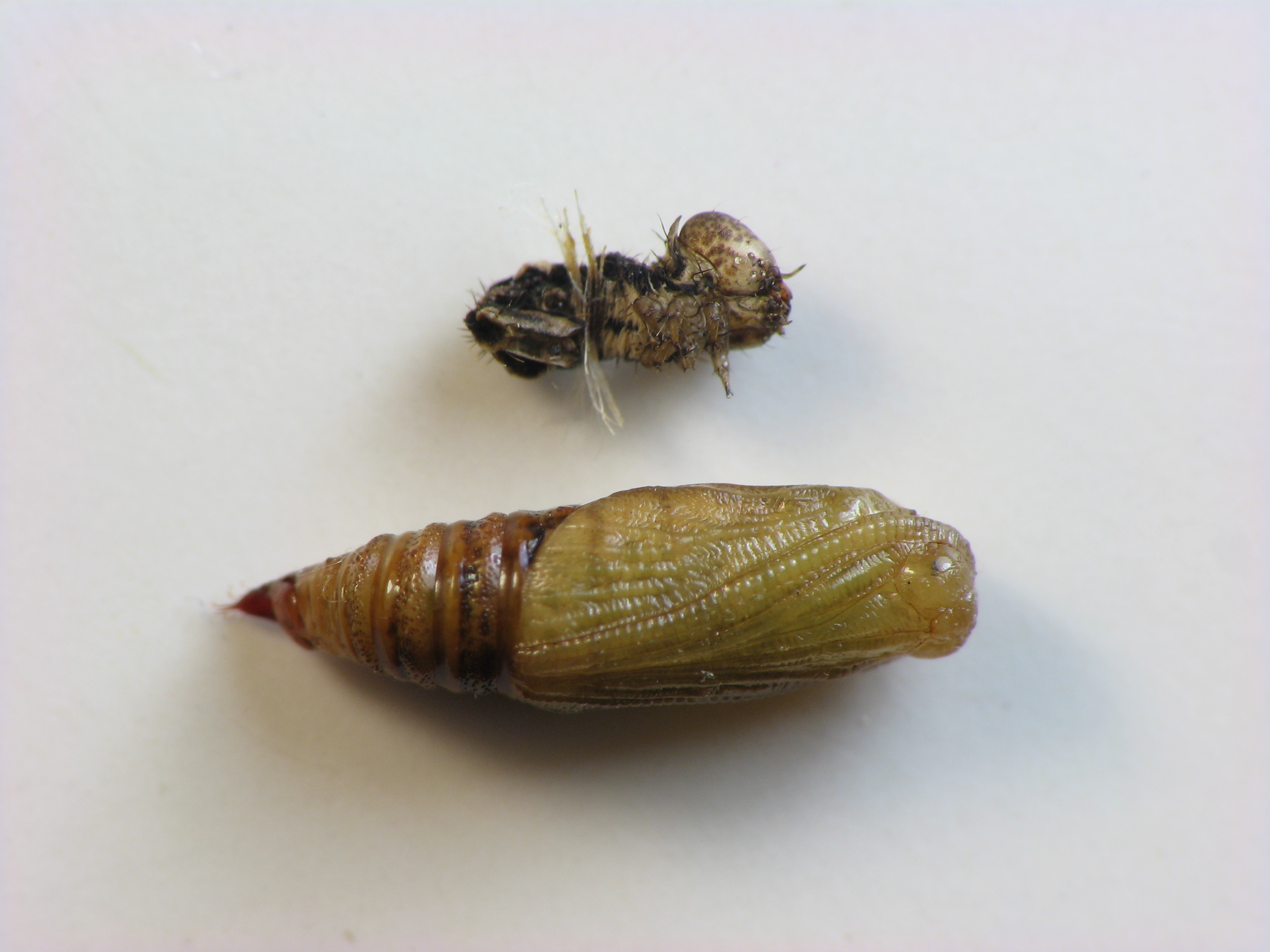
Eupithecia, pupa